# Love Is Hell pt. 1
Love Is Hell pt. 1 je EP Ryana Adamsa, objavljen 4. studenog 2003. Na njemu se nalazi obrada Oasisova hita "Wonderwall". Ovaj album spojen je s EP-jem Love Is Hell pt. 2 i objavljen kao Love Is Hell 4. svibnja 2004.

## Popis pjesama
1. "Political Scientist"
2. "Afraid Not Scared"
3. "This House Is Not for Sale"
4. "Love Is Hell"
5. "Wonderwall"
6. "The Shadowlands"
7. "World War 24"
8. "Avalanche"
9. "Caterwaul" (bonus pjesma za britansko tržište)
10. "Halloween" (bonus pjesma za britansko tržište)